# Angry Birds Epic
Angry Birds Epic was een computerspel, ontwikkeld door Chimera Entertainment en uitgebracht door Rovio Entertainment. Het is het eerste RPG-spel in de Angry Birds-spelserie en kwam wereldwijd uit op 12 juni 2014. Het spel was destijds beschikbaar voor Android, iOS en Windows Phone.

## Gameplay
In dit spel hebben de varkens vijf eieren gestolen van de vogels. Door in levels met de varkens te vechten is het de bedoeling om de eieren terug te veroveren. De speler begint met de rode vogel, genaamd Red. Tijdens het spelen komen in latere levels nieuwe vogels in het team. Als eerste Chuck (de gele vogel), gevolgd door Bomb (zwart), Mathilda (wit) en de Blues (de blauwe vogels Jay, Jim en Jake). Gedurende de levels mogen er maximaal drie vogels door de speler bespeeld worden.  

## Ontvangst
Het spel kreeg van Legendra een review van 7 uit 10 punten.

## De sluiting van Angry Birds Epic
Op 22 juni 2023 maakte Rovio bekend dat Angry Birds Epic zou worden stopgezet. De servers voor het spel zouden worden gesloten en er zouden geen nieuwe updates of inhoud meer worden toegevoegd. Spelers zouden geen nieuwe in-game aankopen meer kunnen doen, en online functionaliteit, zoals multiplayer-modi, zou niet langer beschikbaar zijn. De beslissing om de game te beëindigen werd genomen vanwege de afgenomen populariteit en de verschuivende focus van Rovio naar andere projecten binnen de Angry Birds-franchise.

De sluiting van Angry Birds Epic betekende het einde van de ondersteuning voor de game, maar de app zelf bleef speelbaar voor degenen die deze al hadden geïnstalleerd.